# Azari Zsolt
Azari Zsolt (Dunaújváros, 1986. augusztus 30. –) magyar jégkorongozó, aki 2016 óta a Dunaújvárosi Acélbikák színeiben játszik.

## Pályafutása

### Klubcsapatban
Pályafutását szülővárosának csapatában, a Dunaújvárosi Acélbikák ificsapatában kezdte, s profi játékosként a 2003–04-es szezonban debütált a magyar jégkorong-bajnokságban, miután már az előző évben az Interigában is játszott. Egy rövid 2006-os kitérőtől eltekintve, amelyet a HK Ruzinov 99 Pozsony csapatnál, Szlovákiában játszott, a következő tizenkét évet az nevelőklubjában töltötte. Miután a csapat már 2003, 2004, 2008, 2009-ben magyar kupagyőztes lett, a Dunaújvárosi Acélbikák 2012-ben, 2013-ban a MOL Ligában szerepeltek, de csak 2013-ban, az első alkalommal sikerült a magyar bajnoki címet elnyerniük. 2014-ben újabb bajnoki címet szerzett csapatával. 2015 novemberében a KH Sanok lengyel Ekstraligás csapathoz igazolt, ahol a szezon végéig játszott, majd visszatért a Dunaújvároshoz.

### A válogatottban
Azari tagja volt a Magyarországon rendezett 2003-as divizó II-es junior-világbajnokságon a feljutást kiharcoló válogatottnak. 2004-ben és 2006-ban az U20-as korosztállyal is szerepelt a világbajnokságon.
A magyar felnőtt válogatottban 2007-ben mutatkozott be, részt vett a 2014-es IIHF divízió I-es jégkorong-világbajnokságon.

## Sikerei, díjai
- 2003-ban magyar kupagyőztes a Dunaújvárosi Acélbikákkal
- 2004-ben, magyar kupagyőztes a Dunaújvárosi Acélbikákkal
- 2005-ben feljutás a Divízió I-be az U20-as junior világbajnoki Divízió II B csoportból
- 2008-ban magyar kupagyőztes a Dunaújvárosi Acélbikákkal
- 2009-ben magyar kupagyőztes a Dunaújvárosi Acélbikákkal
- 2012-ben megnyerte a MOL Ligát a Dunaújvárosi Acélbikákkal
- 2013-ban megnyerte a MOL Ligát a Dunaújvárosi Acélbikákkal
- 2013-as magyar bajnok a Dunaújvárosi Acélbikákkal
- 2014-es magyar bajnok a Dunaújvárosi Acélbikákkal

## A MOL-Liga-statisztikák

### Amagyar válogatottban
| Év       |          | Mérkőzés | Gól | Assziszt | Pont | +/- |
| -------- | -------- | -------- | --- | -------- | ---- | --- |
| 2007     | 9        | 2        | 1   | 3        | 4    |     |
| 2008     | 1        | 0        | 0   | 0        | 0    |     |
| 2010     | 3        | 0        | 2   | 2        | 0    |     |
| 2011     | 8        | 1        | 2   | 3        | 2    |     |
| 2012     | 5        | 0        | 0   | 0        | 2    |     |
| 2014     | 5        | 2        | 1   | 3        | 2    |     |
| 2014     | 10       | 3        | 1   | 4        | 4    |     |
| 2015     | 2        | 1        | 1   | 2        | 0    |     |
| Összesen | Összesen | 43       | 9   | 8        | 17   | 14  |

## További információ
- Azari Zsolt profilja a Dunaújvárosi Acélbikák honlapján

## Fordítás
- Ez a szócikk részben vagy egészben  a   Zsolt Azari című német Wikipédia-szócikk ezen változatának fordításán alapul.  Az eredeti cikk szerkesztőit annak laptörténete sorolja fel. Ez a jelzés csupán a megfogalmazás eredetét és a szerzői jogokat jelzi, nem szolgál a cikkben szereplő információk forrásmegjelöléseként.